# 上総周平
上総 周平（かずさ しゅうへい、1954年または1955年 - ）は、日本の建設・国土交通技官。近畿地方整備局長、国土技術政策総合研究所長を歴任。瑞宝中綬章受章。

## 経歴
1979年 (昭和54年) 京都大学大学院工学研究科 (土木工学) 修了。同年4月 建設省採用。北陸地方建設局信濃川工事事務所長、1998年4月 河川局治水課沿川整備対策官、徳島県県土整備部長、2003年7月 内閣府政策統括官（防災担当）付参事官（地震・火山対策担当）、国交省河川局防災課長、2007年10月 棚橋通雄の後任として土地・水資源局水資源部長、2009年7月 同職を谷本光司と交代し木下誠也の後任として近畿地方整備局長、2012年8月 同職を谷本と交代し国土技術政策総合研究所長、2013年8月 酒井利夫を後任として同職退任、国交省退官。
退官後、一般財団法人河川情報センター審議役、五洋建設専務執行役員、同社執行役員副社長。

## 栄典
- 2025年4月 春の叙勲で国土交通行政事務功労により瑞宝中綬章を受章[11]